# Seleção Brasileira de Acesso
A Seleção Brasileira de Acesso, carinhosamente apelidada de Seleacesso, foi uma seleção brasileira de futebol formada em 1962 e 1964 especialmente para a disputa do Campeonato Sul Americano de Acesso, um torneio entre seleções nacionais da América do Sul que foram formadas somente por atletas que não disputavam a 1a divisão nacional.

## Títulos
- Campeonato Sul Americano de Acesso: 1962 e 1964

## Jogadores Convocados

### 1962
Além dos jogos realizados no I Campeonato Sul Americano de Acesso, a ”Seleacesso” de 1962 realizaria 2 jogos amistosos preparatórios para o torneio citado.
- Para o I Campeonato Sul Americano de Acesso, a seleção do Brasil foi representada por jogadores do interior paulista

| Número | Nome               | Posição            | Jogos | Gols | Clube                              |  |
| ------ | ------------------ | ------------------ | ----- | ---- | ---------------------------------- |  |
| 1      | Cláudio Cortegiano | Goleiro            | 4     | 0    | Portuguesa Santista                |  |
|        | Raimundinho        | Goleiro            | 0     | 0    | Votuporanguense                    |  |
|        | Acosta             | Goleiro            | 0     | 0    | Corinthians de Presidente Prudente |  |
|        |                    |                    |       |      |                                    |  |
|        | Adelson Narciso    | Zagueiro Central   | 2     | 0    | Portuguesa Santista                |  |
|        | Clóvis             | Zagueiro           | 2     | 1    | Portuguesa Santista                |  |
|        | João Gilberto      | Zagueiro           | 3     | 0    | Francana                           |  |
|        | Jurandyr           | Zagueiro Central   | 0     | 0    | São Bento                          |  |
|        | Foguinho           | Zagueiro           | 0     | 0    | América de São José do Rio Preto   |  |
|        | Vicente            | Lateral-direito    | 4     | 1    | Prudentina                         |  |
|        | Benedito           | Lateral-esquerdo   | 0     | 0    | América de São José do Rio Preto   |  |
|        | Roberto Ramos      | Lateral-esquerdo   | 4     | 0    | Prudentina                         |  |
|        |                    |                    |       |      |                                    |  |
|        | Moisés             | Meio-campista      | 0     | 0    | Osvaldo Cruz                       |  |
|        | Bibe               | Meio-campista      | 4     | 0    | Ponte Preta                        |  |
|        | Capitão            | Meio-campista      | 0     | 0    | Prudentina                         |  |
|        | Esnel              | Meio-campista      | 1     | 0    | Ponte Preta                        |  |
|        | Paulinho           | Meio-campista      | 4     | 2    | Ponte Preta                        |  |
|        |                    |                    |       |      |                                    |  |
|        | Pereirinha         | Ponta              | 0     | 0    | Portuguesa Santista                |  |
|        | Adamastor          | Ponta              | 4     | 0    | América de São José do Rio Preto   |  |
|        | Ademar Pantera     | Atacante           | 4     | 3    | Prudentina                         |  |
|        | Dirceu             | Ponta              | 3     | 0    | América de São José do Rio Preto   |  |
|        | Neves              | Ponta              | 3     | 0    | Jaboticabal Atlético               |  |
|        | Plínio             | Ponta              | 0     | 0    | Corinthians de Presidente Prudente |  |
|        | Picolé             | Atacante           | 4     | 2    | São Bento de Marília               |  |
|        | Paulo Bin          | Atacante           | 0     | 0    | Osvaldo Cruz                       |  |
|        |                    |                    |       |      |                                    |  |
|        | Sylvio Pirillo     | Treinador          | 6     |      |                                    |  |
|        | Giuseppe Bianchi   | Assistente Técnico | 6     |      |                                    |  |

### 1964
- Para o I Campeonato Sul Americano de Acesso, a seleção do Brasil foi representada por jogadores do interior carioca.

- Fonte: "Almanaque da Seleção Brasileira"[2]

| Número | Nome        | Posição          | Jogos | Gols | Clube              |  |
| ------ | ----------- | ---------------- | ----- | ---- | ------------------ |  |
| 1      | Franz       | Goleiro          | 5     | 0    | São Cristóvão      |  |
|        | Ari II      | Goleiro          | 1     | 0    | Olaria             |  |
|        |             |                  |       |      |                    |  |
|        | Ari I       | Zagueiro Central | 5     | 0    | São Cristóvão      |  |
|        | Renato      | Zagueiro         | 5     | 0    | São Cristóvão      |  |
|        | Waltinho    | Zagueiro         | 3     | 0    | Olaria             |  |
|        | Nésio       | Lateral-direito  | 5     | 1    | Olaria             |  |
|        | Valter      | Lateral-direito  | 2     | 0    | São Cristóvão      |  |
|        | Casemiro    | Lateral-esquerdo | 5     | 0    | Olaria             |  |
|        | Fefeu       | Lateral-esquerdo | 3     | 0    | Canto do Rio       |  |
|        |             |                  |       |      |                    |  |
|        | Jair        | Meio-campista    | 2     | 1    | São Cristóvão      |  |
|        | Hélton      | Meio-campista    | 1     | 0    | São Cristóvão      |  |
|        | Zé Carlos   | Meio-campista    | 1     | 0    | Portuguesa Carioca |  |
|        | Uriel       | Meio-campista    | 5     | 1    | Canto do Rio       |  |
|        |             |                  |       |      |                    |  |
|        | Zezinho     | Atacante         | 4     | 0    | Portuguesa Carioca |  |
|        | Batata      | Atacante         | 1     | 0    | Madureira          |  |
|        | Luís Carlos | Atacante         | 5     | 5    | Olaria             |  |
|        | Enir        | Atacante         | 2     | 0    | São Cristóvão      |  |
|        | Ivo Soares  | Atacante         | 3     | 0    | São Cristóvão      |  |
|        |             |                  |       |      |                    |  |
|        | Denoni      | Treinador        |       |      |                    |  |